# Langu Khola
Der Langu Khola ist ein wichtiger linker Nebenfluss der Mugu Karnali in Nepal. 
Der Fluss entsteht im Dolpo Himal im Gemeindegebiet von Chharka Tangsong (Distrikt Dolpa), wo er von einem Gletscher gespeist wird. Der Fluss strömt anfangs in westlicher Richtung, später wendet er sich nach Norden. Die Siedlung Tinje liegt östlich des Flusslaufs. Der Langu Khola dreht nach Westen und behält die Fließrichtung im Groben bis zu seiner Mündung in die Mugu Karnali bei. Er durchfließt das Obere Dolpo sowie den nördlichen Teil des Sche-Phoksundo-Nationalparks. 
Er wird vom Kanjiroba Himal im Süden und dem Palchung Hamga Himal im Norden flankiert. Der Langu Khola erreicht im Unterlauf den Distrikt Mugu. Vor seiner Mündung östlich von Pulu durchfließt er eine Schlucht.
Der Langu Khola hat eine Länge von ca. 160 km.
Eine Herausforderung stellt die Befahrung des Langu Khola sowie dessen abstrom gelegenen Gewässer per Kajak dar.